# Cewice (gromada)
Cewice – dawna gromada, czyli najmniejsza jednostka podziału terytorialnego Polskiej Rzeczypospolitej Ludowej w latach 1954–1972.
Gromady, z gromadzkimi radami narodowymi (GRN) jako organami władzy najniższego stopnia na wsi, funkcjonowały od reformy reorganizującej administrację wiejską przeprowadzonej jesienią 1954 do momentu ich zniesienia z dniem 1 stycznia 1973, tym samym wypierając organizację gminną w latach 1954–1972.
Gromadę Cewice z siedzibą GRN w Cewicach utworzono – jako jedną z 8759 gromad na obszarze Polski – w powiecie lęborskim w woj. gdańskim na mocy uchwały nr 20/III/54 WRN w Gdańsku z dnia 5 października 1954. W skład jednostki weszły obszary dotychczasowych gromad Cewice, Siemirowice i Karwica oraz miejscowość Krępkowo z dotychczasowej gromady Krępkowice ze zniesionej gminy Rozłazino w powiecie lęborskim w woj. gdańskim, ponadto obszar dotychczasowej gromady Oskowo ze zniesionej gminy Rokity oraz miejscowości Święte, Perzyska i Lesiaki z dotychczasowej gromady Kotuszewo ze zniesionej gminy Mikorowo w powiecie słupskim w woj. koszalińskim. Dla gromady ustalono 17 członków gromadzkiej rady narodowej.
1 stycznia 1958 do gromady Cewice włączono obszar zniesionej gromady Maszewo (bez wsi Małoszyce oraz miejscowości Małoszyn i Nowotno) w tymże powiecie.
1 stycznia 1959 do gromady Cewice włączono miejscowości Malczyce, Roznogi, Osowiec, Osowo Lęborskie, Wądolnik, Łebunia i Bukowina ze zniesionej gromady Łebunia w tymże powiecie oraz miejscowość Nowotno z gromady Pogorzelice tamże.
1 stycznia 1962 do gromady Cewice włączono miejscowości Unieszyno i Unieszyniec ze zniesionej gromady Pogorzelice w tymże powiecie.
Gromada przetrwała do końca 1972 roku, czyli do kolejnej reformy gminnej. 1 stycznia 1973 w powiecie lęborskim reaktywowano zniesioną w 1954 roku gminę Cewice.